# Arthur von Gerlach
Pour les articles homonymes, voir Gerlach.
Arthur von Gerlach (né le 19 février 1876 à Berlin et mort le 4 août 1925 à Berlin)  est un réalisateur allemand de la période du cinéma muet.

## Biographie
Venu du théâtre, il est surtout connu pour avoir réalisé en 1922 La Noce au pied de la potence, un film au style expressionniste caractéristique du cinéma allemand d'alors. Il ne laisse que deux films à la postérité, car il est mort à 49 ans alors qu'il tournait une adaptation du Prince de Hombourg.

## Filmographie
- 1922 : La Noce au pied de la potence (Vanina oder Die Galgenhochzeit)
- 1925 : La Chronique de Grieshuus (Zur Chronik von Grieshuus)